# Birkenheide (Thüringer Wald)
Die Birkenheide ist ein markanter Berg in Rennsteignähe in der Flur der Gemeinde Bad Liebenstein im Thüringer Wald. Die Birkenheide hat eine Höhe von 717,3 m ü. HN.
Am Rennsteig kommt man dem Berg an den Forstorten Vogelheide und Großer Meilerstätte am nächsten. An der Birkenheide entspringt der Goldborn und die Finsterbachquelle.
Die Birkenheide ist fast vollständig bewaldet.